# Leytpodoctis
Leytpodoctis is een geslacht van hooiwagens uit de familie Podoctidae.
De wetenschappelijke naam Leytpodoctis is voor het eerst geldig gepubliceerd door J. Martens in 1993. 

## Soorten
Leytpodoctis is monotypisch en omvat slechts de volgende soort:
- Leytpodoctis oviger